# King Island (Antarktika)
King Island kleine Insel vor der Graham-Küste des Grahamlands auf der Antarktischen Halbinsel. Sie nahe dem südzentralen Ufer der Beascochea-Bucht.
Das UK Antarctic Place-Names Committee benannte sie 1959 nach dem US-amerikanischen Biochemiker Charles Glen King (1896–1988), dem 1932 gemeinsam mit William A. Waugh als Erstem die Isolierung des Vitamin C gelungen war.